# Torrent de la Roca (Castellcir)

El Torrent de la Roca, respecte del terme de Castellcir

El Torrent de la Roca és un torrent del terme municipal de Castellcir, a la comarca del Moianès.
Està situat en el sector central del terme de Castellcir, a llevant de Cal Manel i de Mont-ras. S'origina al nord-nord-est de la masia del Prat i a ponent del Bruguerol de la Roca, des d'on davalla cap al sud. Passa pel costat de llevant de la masia del Prat, després també a l'est de la Roca i a ponent del Turó de Vilacís, rep per la dreta el torrent de l'Embosta i s'aboca en la Riera de Castellcir al nord-oest de Sant Andreu de Castellcir. Durant tot el seu recorregut forma una vall tancada i profunda del Prat en avall.